# درقینه
درقینه (به عربی: درقینة) یک شهرداری در الجزایر است که در استان بجایه واقع شده‌است.